# Mont Blanc-tunnelen
Mont Blanc-tunnelen er en vejtunnel under Mont Blanc, som går mellem byen Chamonix i Arve-dalen i Frankrig og byen Courmayeur i Valle d'Aosta i Italien. Tunnelen blev påbegyndt i 1957 og blev indviet 16. juli 1965. Den 19. juli begyndte offentlig biltrafik i tunnelen.
Den er 11,6 km lang og 8,6 m bred. Der er et tunnelrør med en vejbane i hver retning, hvor Europavej E25 er ført igennem. På tunnelens midterste sted er der næsten 3 kilometer klippe over det borede tunnelrør. Landegrænsen er 7,6 kilometer inde i tunnelrøret, når man kører i retning mod Italien.
Tunnelen var den længste vejtunnel i verden ved åbningen i 1965. I 2018 benyttede mere end 1,9 mio. køretøjer tunnelen. Sammen med vejtunnelen ved Frejustunnelen udgør Mont Blanc-tunnelen en meget vigtig alpin passage for vejtrafik mellem Frankrig og Italien.

## Infrastruktur
På den franske side er indkørslen til tunnelen et stykke over niveauet for dalen. Det skyldes, at Arve-dalen er lavere liggende end det sted i Valle d'Aosta, hvor tunnelen har adgangsvej. Indkørslen på den franske side ligger i 1.274 m.o.h. og indkørslen på den italienske side ligger i 1.381 m.o.h. Chamonix på den franske side ligger ca. 1.037 m.o.h. På den italienske side ligger byen Courmayeur i ca. 1.226 m.o.h.
Tunnelen var verdens længste vejtunnel fra juli 1965 til december 1978, hvor Arlbergtunnelen under Arlbergpasset i Østrig åbnede med en længde på 13,97 kilometer.

## Mont Blanc-ulykken
Den 24. marts 1999 brød en belgisk lastbil i brand i tunnelen, hvorved 39 mennesker omkom. Efter branden var tunnelen lukket for reparation og ombygning i tre år, inden den igen kunne åbnes for trafik. I tunnelen var sket omfattende skader efter branden, der varede mere end to døgn.

## Galleri
- Indkørsel til tunnel på den italienske side
- Indkørsel til tunnel på den franske side
- Mindesmærke på den fanske side for omkomne ved brandkatastrofen i 1999
- Tunnelrør med en vejbane i hver retning

## Andre store vejtunneler i Alperne
- Skt. Gotthardtunnelen (vej)
- Frejustunnelen
- Arlbergtunnelen